# 浮田国定
浮田国定（うきた くにさだ）是战国時代的武将。浦上氏家臣。宇喜多久家三男。

## 经历
侍奉備前国浦上氏。与异母兄能家关系特别差。天文3年（1534年）与岛村盛实联手讨伐了能家并称为砥石城主（一说为盛实成为城主，但后来将此城让给了国定）。
天文20年（1551年），呼应侵略备前国的尼子晴久，因此在浦上政宗与浦上宗景对立之际跟随了政宗方。砥石城为浦上氏重要的据点之一，宗景为了夺取砥石城而令宇喜多直家（能家之孙）攻略，虽然因为家臣马场职家的奋斗而数度击退，然而在弘治2年（1556年）砥石城还是落城了，之后国定被直家讨取。
据说，在砥石城落城之时是由岛村盛实保管的，但是直至今日真伪仍然不明。但是直家在这个时候没有被宗景归还砥石城，而是为了压制尼子 · 政宗势力从乙子城转移到了奈良城（新庄山城）。

## 有关死亡日期的存疑
天文18年(1549年)的记述很多，但是根据《马场家记》（马场职家一族），在天文末年左右，浮田大和守曾担任过城主。另外，国定还站在浦上政宗一方，在与政宗对立的浦上宗景的手下宇喜多直家和城下展开了激烈的战斗，在弘治2年随着砥石城落城而导致国定势力灭亡。